# Амин, Вячеслав Генрихович
Вячеслав Генрихович Амин (10 декабря 1976) — киргизский футболист, защитник. Выступал за сборную Кыргызстана.

## Биография

### Клубная карьера
Начал взрослую карьеру в 1992 году в клубе «Кокарт» из Джалал-Абада в высшей лиге Кыргызстана. В 1994 году перешёл в бишкекскую «Алгу» (позднее — «СКА ПВО»), где провёл 12 сезонов, сыграв более 200 матчей. Становился чемпионом страны (2000, 2001, 2002), неоднократным серебряным призёром (1997, 1998, 1999, 2003, 2004, 2005), обладателем Кубка Кыргызстана (1997—2003). После расформирования СКА ПВО перешёл в 2006 году в «Абдыш-Ату», с которой стал неоднократным серебряным призёром национального чемпионата (2006—2009), обладателем Кубка страны (2007, 2009).
В 2002 году был в заявке клуба первой лиги Казахстана «Жетысу», но не сыграл ни одного матча.

### Карьера в сборной
В национальной сборной Кыргызстана дебютировал 15 ноября 2000 года в товарищеском матче против Эстонии. Первый гол за сборную забил 17 ноября 2004 года в отборочном матче чемпионата мира в ворота Сирии (1:0). В 2006 году принимал участие в Кубке вызова АФК, сыграл на турнире 4 матча и стал бронзовым призёром. Последний матч провёл 25 июля 2009 года против Китая. По состоянию на 2009 год был капитаном сборной.
Всего в 2000—2009 годах сыграл за сборную Кыргызстана 38 матчей и забил один гол. Некоторое время был лидером команды по числу матчей за всю историю.